# La Pila (Manabí)
La Pila ist eine Ortschaft und die einzige Parroquia rural („ländliches Kirchspiel“) im Kanton Montecristi der ecuadorianischen Provinz Manabí. Die Parroquia besitzt eine Fläche von 98,68 km². Die Einwohnerzahl lag im Jahr 2010 bei 2452. Die Parroquia wurde am 14. Oktober 1996 gegründet.

## Lage
Die Parroquia La Pila liegt im Hinterland der Pazifikküste etwa 18 km von dieser entfernt. Der 190 m hoch gelegene gleichnamige Hauptort befindet 10 km südöstlich vom Kantonshauptort Montecristi sowie 15 km westsüdwestlich der Provinzhauptstadt Portoviejo. Die Fernstraße E482 von Jipijapa nach Montecristi führt durch La Pila. Die 5 km lange Straße E482A verbindet Pila mit der nördlich verlaufenden E30 (Montecristi–Portoviejo).
Die Parroquia La Pila grenzt im Westen und im Norden an Montecristi, im Osten an Portoviejo sowie im Süden an Jipijapa.

## Orte und Siedlungen
Neben dem Hauptort gibt es noch die 6,5 km südwestlich gelegene Comunidad Las Lagunas – Aguas Nuevas.